# Bryńsk
Bryńsk (pronunciación en polaco: /brɨj̃sk/: ; en alemán: Langendorf) es un pueblo ubicado en el distrito administrativo de Gmina Lidzbark, dentro del Condado de Działdowo, Voivodato de Varmia y Masuria, en Polonia del norte. Se encuentra aproximadamente a 8 kilómetros al sur de Lidzbark, a 27 kilómetros al oeste de Działdowo, y a 81 kilómetros al suroeste de la capital regional Olsztyn.